# Дербентска стена
Дербентската стена (на руски: Дербентская стена) е укрепително съоръжение в град Дербент, Република Дагестан, Русия.
Включва 2 частично запазени успоредни крепостни стени, разположени на около 370 метра една от друга, които имат дължина 3,6 километра (включително около 500 метра, които днес са под водата) и преграждат тясната низина между склоновете на Кавказ и Каспийско море. Между стените е разположен Старият град, а в югозападния им край – крепостта Нарън кала.
Укрепленията са изградени през VI век от Сасанидската империя като защита от нападения от север и след поредица реконструкции се използват до XIX век.
Дербентската стена със Стария град и крепостта Нарън кала е обект на Световното наследство на ЮНЕСКО.